# The Cutting Room Floor
The Cutting Room Floor (сокр. TCRF) — веб-сайт, посвящённый неиспользованному контенту и отличиям в видеоиграх, а также их прототипах. Сайт и находки пользователей сайта неоднократно упоминались в игровой прессе.
Сайт был создан как часть блога, но в 2010 сайт был переделан и перезапущен как вики. Журнал Edge отмечает сайт как крупный каталог неиспользованного контента видеоигр.

## История
Сайт был создан Робертом Флори как часть блога в 2002 году. Первоначально он был сосредоточен на играх для Nintendo Entertainment System и периодически обновлялся. В конце 2000-х годов Алекс Воркмен (известный под псевдонимом Xkeeper) переработал сайт как вики. Вики была запущена 2 февраля 2010 года.
Сайт неоднократно упоминался в СМИ (включая игровые): Kotaku, Edge, Tedium и т. д.
В декабре 2013 года Edge упомянул сайт как «крупнейший и наиболее организованный» каталог неиспользованного контента в видеоиграх. На данный момент на сайте больше 3000 статей. В июне 2016 года Xkeeper сообщал, что сайту хорошо удаётся избегать проблем с нарушением авторских прав.

## Находки сайта TCRF
Самые упоминаемые находки сайта — секретные меню в серии игр Mortal Kombat и прототип игры The Legend of Zelda (статью про данный прототип модератор упоминает как самую нужную статью на сайте). Общество сайта упоминает о том, что им выплатили 700 долларов за невыпущенную игру серии Tetris для Nintendo DS. Ошибка в коде игры Super Mario Bros., которая изменяла движение Лакиту, также «удивила» игровую прессу. В мае 2018 года игровые журналы Kotaku и Eurogamer рассказали о прототипе игры Pokemon: Gold and Silver, про который также говорится на сайте The Cutting Room Floor.
Среди других сущностей, которые пользователи сайта ищут в играх, — скрытый текст, сообщения от разработчиков и отличия между версиями/портами видеоигр.

## Материалы находок
- Неиспользованные анимации
- Неиспользованные уровни/локации
- Неиспользованные персонажи
- Неиспользованный код
- Нескомпилированный код
- Сообщения/комментарии разработчиков
- Скрытые упоминания разработчиков
- Скрытый текст, связанный с разработкой той или иной игры
- Неиспользованные враги
- Неиспользованные объекты
- Неиспользованные режимы игр/неиспользованные мини-игры
- Неиспользованная графика
- Неиспользованные модели
- Неиспользованные видео
- Неиспользованные объекты, которые нужно подбирать
- Неиспользованные возможности
- Неиспользованная музыка/звуки
- Неиспользованный текст
- Скрытые функции разработчиков
- Скрытый тест звука и музыки
- Скрытый выбор уровней
- Отличия между версиями (включая региональные)
- Функции против пиратства
- Неиспользованные бонусы

Также на сайте рассматриваются прототипы игр и контент к играм до их релиза.